# CA 72-4
CA 72-4 ist ein Tumormarker (Schwellenwert von circa 4,6 U/ml im Serum), der für die Verlaufskontrolle von Tumoren Verwendung findet. Chemisch handelt es sich um ein hochmolekulares Glykoprotein mit Molekulargewicht 200 – 400 kDa mit muzinähnlichem Charakter. Wie bei den meisten Tumormarkern, ist auch CA 72-4 nicht 100 % spezifisch für bestimmte Organe, aber vor allem beim Magenkarzinom und Ovarialkarzinom erhöht, seltener beim Ösophaguskarzinom, Pankreaskarzinom und anderen Tumoren. Ein nicht erhöhter CA 72-4-Wert schließt das Vorliegen eines der genannten Tumoren nicht aus und umgekehrt beweist ein erhöhter CA 72-4-Wert keinen Tumor. Auch bei stark entzündlichen Prozessen (zum Beispiel Pankreatitis oder Pneumonie) kann dieser Marker erhöht sein.